# 詩森ろば
詩森 ろば（しもり ろば、1963年 - ）は、日本の劇作家・舞台演出家・脚本家。演劇ユニット「serial number」主宰。

## 人物・来歴
宮城県仙台市に生まれ、小学生のときから岩手県盛岡市で過ごす。岩手県立盛岡第一高等学校を卒業後に上京する。
1993年、 劇団風琴工房旗揚げ。以後ほとんどの脚本とすべての演出を担当。2018年より劇団名を改名し、演劇ユニットserial numberとして活動している。
全国どこへでも飛び回る綿密な取材で、多彩な題材を他にない視点で立ち上げる。外部作品提供も多数。

## 作風
詩森が演劇で扱ってきた題材は歴史劇、金融、福祉車両の開発、コンドームの開発、アイスホッケー、死刑制度、マイノリティ、将棋と多岐にわたるが、詩森自身は2025年に掲載されたインタビューの中で「でも、たぶん書きたいことはひとつ。私が伝えたいのは『それでも人は生きていかなくちゃいけないよね』ということ。人間が生きていること、生きていくために明日につなげていく何かとか。それを書きたいから、題材がカラフルになっているのかもしれません。いちばん大事なのは命。文化芸術は、命を守るためのものだと思っています」と話している。

## フィルモグラフィー

### 映画
- 新聞記者（2019年） - 脚本 ※高石明彦、藤井道人と共作

### テレビ
- 群青領域（2021年、NHK総合） - 脚本 ※長田育恵と共作
- この花咲くや（2022年、NHK BSプレミアム） - 脚本
- 御上先生（2025年、TBS） - 脚本

## 著書
- 記憶、或いは辺境（2010年11月、創英社、ISBN 978-4434150272）